# Podvrsta
Podvrstom (subspecies) se naročito u zoologiji i botanici označavaju grupe sličnih individua koje su s jedne strane u mogućnosti da se međusobno pare (što je jedan od važnih kriterija za razgraničavanje vrsta), ali ih se s druge strane u odnosu na drugu grupu može vrlo dobro i lako razgraničiti. Sistematičari stoga uvode pojam podvrste naročito kod vrsta koje imaju puno različitih oblika, pri čemu oštro razgraničenje ovih unutarspecifičnih jedinki nije uvijek moguće. Podvrste su prostorno ili vremenski uvijek međusobno udaljene, no kod križanja uvijek daju fertilne križance.
Podvrste su redovno zemljopisno ili ekološki međusobno povezane tako zvanim prijelaznim populacijama. Temelj za ovo prelaženje iz oblika u oblik je neprekidni proces stvaranja vrsta (vidi evolucija), kao što je to opisao Charles Darwin.
U biološkoj nomenklaturi podvrsta se označava troimeno. Tako na primjer za jednu podvrstu lava ime je Panthera leo massaicus.